# 2001年の台風
2001年の台風（2001ねんのたいふう、太平洋北西部で発生した熱帯低気圧）のデータ。

## 月別の台風発生数
| 1月 | 2月 | 3月 | 4月 | 5月 | 6月 | 7月 | 8月 | 9月 | 10月 | 11月 | 12月 | 年間 |
| --- | --- | --- | --- | --- | --- | --- | --- | --- | ---- | ---- | ---- | ---- |
|     |     |     |     | 1   | 2   | 5   | 6   | 5   | 3    | 1    | 3    | 26   |

## 「台風」に分類されている熱帯低気圧

### 台風1号（シマロン）
200101・03W・クリシング

### 台風2号（チェービー）
200102・04W・エモン

### 台風3号（ドリアン）
200103・05W

### 台風4号（ウトア）
200104・06W・フェリア
統計開始以降9番目に大きい強風域を持つ台風であった。
| 順位 | 名称               | 国際名  | 年     | 強風域最大直径 (km) |
| ---- | ------------------ | ------- | ------ | ------------------- |
| 1    | 平成9年台風第13号  | Winnie  | 1997年 | 2360                |
| 2    | 昭和62年台風第13号 | Freda   | 1987年 | 2220                |
| 2    | 平成2年台風第12号  | Yancy   | 1990年 | 2220                |
| 2    | 平成9年台風第25号  | Keith   | 1997年 | 2220                |
| 5    | 令和3年台風第18号  | Kompasu | 2021年 | 2200                |
| 6    | 平成7年台風第12号  | Oscar   | 1995年 | 2130                |
| 7    | 昭和61年台風第10号 | Sarah   | 1986年 | 2040                |
| 7    | 平成2年台風第23号  | Kyle    | 1990年 | 2040                |
| 7    | 平成8年台風第9号   | Herb    | 1996年 | 2040                |
| 10   | 昭和56年台風第24号 | Gay     | 1981年 | 1940                |
| 10   | 平成13年台風第4号  | Utor    | 2001年 | 1940                |

### 台風5号（チャーミー）
200105・07W・ゴリオ

### 台風6号（コンレイ）
200106・09W

### 台風7号（イートゥー）
200107・10W・フアニン

### 台風8号（トラジー）
200108・11W・イサン

### 台風9号（マンニィ）
200109・12W

### 台風10号（ウサギ）
200110・13W

### 台風11号（パブーク）
200111・14W
8月14日にマリアナ諸島近海で発生し、日本の南海上を北西からのち北東へ進み、21日19時過ぎに和歌山県田辺市付近に上陸。上陸直前の勢力は中心気圧970hPa・最大風速30m/sで、当時の階級で「大型で並の強さ」であった。22日4時過ぎに三重県南部（志摩半島付近）を通過し、12時頃に静岡県沼津市付近、14時過ぎに神奈川県藤沢市付近、15時半頃に千葉県船橋市付近にそれぞれ再上陸した後に東北地方の三陸沿いに進み、23日3時に三陸沖において熱帯低気圧に変わった。 

### 台風12号（ウーティップ）
200112・16W

### 台風13号（セーパット）
200113・17W

### 台風14号（フィートウ）
200114・18W

### 台風15号（ダナス）
200115・19W
9月4日に南鳥島近海で発生し、日本の南東海上を発達しながら北上。9月7日頃から次第に進路を西寄りに変え始めた。最盛期には945hPaで「大型で強い勢力」にまで発達した。9月8日頃には小笠原諸島を暴風域に巻き込み、9月10日には東日本方面に方向を変えて紀伊半島の南海上にまで進んだ。この頃の勢力は最盛期に比べると衰えていたが、依然として「強い勢力」を保っていた。その後、静岡県の伊豆半島付近で「強い勢力」では無くなり、9月11日9時30分頃に970hPa、最大風速30m/sの勢力で暴風域を維持したまま神奈川県鎌倉市付近に上陸した。上陸後は東京都から茨城県を通過して衰えながら茨城県日立市へ抜け、翌12日には北日本に接近、同日中に北海道の南海上で温帯低気圧に変わった。

### 台風16号（ナーリー）
200116・20W・キコ
9月6日に沖縄県石垣島近海で発生。当初は東進していたが、太平洋高気圧の壁に阻まれて進路が定まらなくなり、9月7日7時半頃に沖縄県沖縄本島南部を通過し、9月7日から8日にかけて暴風にさらされた。9月8日3時半頃、沖縄県沖縄本島中部を通過後は進路を西寄りに変えて9月9日には遠ざかったが、東シナ海で再び沖縄本島方面へ進路を変え9月11日に強い勢力で再び接近した。台風は9月11日から13日にかけて沖縄近海でほぼ停滞し、沖縄本島や久米島・慶良間諸島では長時間にわたり暴風にさらされた。9月13日3時半頃、沖縄県久米島付近を通過。その後は南西諸島から遠ざかったが、東シナ海をゆっくりとした速度で南西進するなど複雑な動きを続け、9月16日に台湾に上陸して熱帯低気圧に変わったが、9月20日に再び発達して台風の勢力となり中国華南に上陸して消滅した。

### 台風17号（ウィパー）
200117・21W

### 台風18号（フランシスコ）
200118・22W

### 台風19号（レキマー）
200119・23W・ラブヨ

### 台風20号（クローサ）
200120・24W

### 台風21号（ハイエン）
200121・25W・マリン

10月16日から17日にかけて沖縄地方を通過して、18日21時に日本の東海上で温帯低気圧になった。この台風によって、負傷者1人、全壊・流失1棟、半壊・一部破損29棟、床上浸水157棟、床下浸水775棟の被害が発生した。

### 台風22号（ポードル）
200122・26W

### 台風23号（レンレン）
200123・27W・ナナン

### 台風24号（カジキ）
200124・30W・ケダン

### 台風25号（ファクサイ）
200125・33W

この年に発生した台風の中で最も勢力が強い台風となった。

### 台風26号（ヴァーメイ）
200126・32W
12月27日9時（JST）にシンガポールの東で発生し、アジア名「ヴァーメイ（Vamei）」と命名された。1年の中で、統計史上4番目に遅い日時における発生であった。台風はその後マレー半島に上陸して、マレーシアやシンガポールに大きな被害をもたらした。
この台風は北緯1.4度（赤道から150km）の地点で発生したため、史上最も赤道に近い地点で発生した台風となった。本来、赤道付近は台風が発生しづらいため、こうした台風が出現する確率は、100年から400年に1度ともいわれている。またこの台風は、シンガポールを襲った観測史上唯一の台風となった。